# バール・フィリップス
バール・フィリップス（Barre Phillips、1934年10月27日 - 2024年12月28日）は、米国カリフォルニア州サンフランシスコ生まれのジャズ・ベーシストである。

## 生涯
1960年からプロのミュージシャンとなり、1962年にニューヨークへ移り、1967年にヨーロッパへと移住した。1972年以来、南フランスに拠点を置き、2014年に「欧州即興センター (European Improvisation Center)」を設立した。
1959年に短期間、サンフランシスコ交響楽団のアシスタント・プリンシパル・ベーシストであるS.チャールズ・シアニから勉強した。1960年代に、彼は（とりわけ）エリック・ドルフィー、ジミー・ジュフリー、アーチー・シェップ、ピーター・ネロ、アッティラ・ゾラー、リー・コニッツ、マリオン・ブラウンとレコーディングした。
フィリップスの1968年のソロ・ベースの即興演奏の録音は、アメリカでは『Journal Violone』、イギリスでは『Unaccompanied Barre』、フランスでは『Basse Barre』として発表され、最初のソロ・ベースのレコードとして一般に認められている。デイヴ・ホランドとの1971年のレコード『ベーシック・ダイアローグ』は、おそらく即興によるコントラバス・デュエットの最初のレコードであった。
1970年代、彼はサックス奏者のジョン・サーマンとドラマーのステュ・マーティンと共に、評判が高く影響力のあるグループ「ザ・トリオ」のメンバーを務めた。1980年代と1990年代に、仲間のベーシストであるバリー・ガイが率いるロンドン・ジャズ・コンポーザーズ・オーケストラと定期的に演奏を行っている。彼は、『Merry-Go-Round』（1981年）、『裸のランチ』（1991年、オーネット・コールマンと共演）、『Alles was baumelt, bringt Glück! 』（2013年）といった映画のサウンドトラックにも取り組んだ。
また、（その他大勢の中でも）ベーシストのペーター・コヴァルトとジョエル・レアンドル、ギタリストのデレク・ベイリー、クラリネット奏者のテオ・ユルゲンスマンとアウレリアン・ベスナード、サックス奏者のペーター・ブロッツマン、エヴァン・パーカーとジョー・マネリ、ピアニストのポール・ブレイと共演した。
バール・フィリップスは、「Bomb」というバンドのロック・ギタリストであるジェイ・クロフォード (Jay Crawford)、ベーシストのデイヴ・フィリップス (Dave Phillips)、1987年にフランスで「Quel souci LaBoétie」をヒットさせた一発屋の歌手クローディア・フィリップス (Claudia Phillips)の父親である。
2024年12月28日、ニューメキシコ州のラス・クルーセスで死去。90歳没。

## ディスコグラフィ

### リーダー・アルバム
- Journal Violone (1969年、Opus One)
- Alors (1970年、Futura) ※with ステュ・マーティン、ミシェル・ポルタル、ジョン・サーマン
- 『ベース・クインテット』 - For All It Is (1973年、JAPO)
- 『ベーシック・ダイアローグ』 - Music from Two Basses (1971年、ECM) ※with デイヴ・ホランド
- 『マウンテンスケイプス』 - Mountainscapes (1976年、ECM)
- Die Jungen: Random Generators (1979年、FMP)
- Journal Violone II (1979年、ECM)
- 『ミュージック・バイ…』 - Music by... (1980年、ECM)
- 『宇宙幻覚』 - Three Day Moon (1978年、ECM)
- Call Me When You Get There, (1984年、ECM)
- Camouflage (1989年、Victo)
- Naxos (1990年、CELP)
- Aquarian Rain (1991年、ECM)
- 『タイム・ウィル・テル』 - Time Will Tell (1994年、ECM) ※with ポール・ブレイ、エヴァン・パーカー
- 『バール・フィリップス/灰野敬二/豊住芳三郎』 - Two Strings Will Do It (1994年、PSF) ※with 灰野敬二、豊住芳三郎
- 『エッチングス・イン・ジ・エアー』 - Etchings in the Air (1996年、PSF) ※with 灰野敬二
- No Pieces (1996年、Emouvance)
- 『UZU』 - Uzu (1997年、PSF) ※with 吉沢元治
- Jazzd'aià (1998年、Bleu Regard)
- 『プレイエム・アズ・ゼイ・フォール』 - Play 'em as They Fall (1999年、Eyewill) ※with 今井和雄
- Trignition (1999年、Nine Winds)
- 『サンクト・ジェロルド』 - Sankt Gerold (2000年、ECM) ※with ポール・ブレイ、エヴァン・パーカー
- Journal Violone 9 (2001年、Emouvance)
- 『オクトーバー・ベース・トライローグ』 - October Base Trilouge (2001年、3D) ※with 井野信義、斎藤徹
- After You've Gone (2004年、Victo)
- Angles of Repose (2004年、ECM)
- LDP (2005年、PSI)
- The Iron Stone (2006年、ECM)
- L' Improviste (2008年、CD Baby)
- While You Were Out (2009年、CD Baby/Kadima Collective)
- Musique Primale (2009年、sornettes) ※with Philippe Festou、ensemble contemporain Yin
- Everybody Else But Me (2011年、Foghorn)[5]
- The Rock on the Hill (2011年、nato) ※with ロル・コックスヒル、JT Bates
- No Meat Inside (2013年、Facing You / IMR) ※カルテット with François Cotinaud、Henri Roger、Emmanuelle Somer
- End to End (2018年、ECM)
- Oh My, Those Boys! (2018年、NoBusiness) ※with 吉沢元治

### ザ・トリオ
- 『ザ・トリオ』 - The Trio (1970年、Dawn) ※旧邦題『問題児ジョン・サーマン』
- 『ザ・トリオ Vol. 1』 - The Trio Vol. 1 (1970年、Pye)
- 『コンフラグレイション』 - Conflagration (1971年、Dawn)
- The Dawn Sessions (1970年、Sequel) ※コンピレーション。The Trio featuring John Surman名義
- 『ザ・トリオ・バイ・コンタクト』 - By Contact (1972年、Columbia)

### 参加アルバム
- アッティラ・ゾラー・カルテット : 『ザ・ホライゾン・ビヨンド』 - The Horizon Beyond (1965年)
- ゴング : 『マジック・ブラザー』 - Magick Brother (1969年)
- テリエ・リピダル : What Comes After (1973年、ECM)
- アルフレッド・ハルト : This Earth! (1983年、ECM) ※with ポール・ブレイ、トリロク・グルトゥ、マギー・ニコルズ
- ジョー・マネリ : 『テイルズ・オブ・ローンリーフ』 - Tales of Rohnlief (1998年、ECM)
- クリス・マクレガー・セプテット : Up to Earth (2008年、Fledg'ling) ※1969年録音